# 86K-14 (route russe)

L'autoroute 86K-14 (russe : Автодорога 86K-14) est une autoroute régionale du raïon de Suojärvi en république de Carélie en Russie.

## Parcours
L'autoroute 86K-14 part de Suojärvi et va jusqu'à Porajärvi.
Elle a une longueur de 134 kilomètres.